# Labdarúgás az 1992. évi nyári olimpiai játékokon
Az 1992. évi nyári olimpiai játékokon a férfi labdarúgótornát július 24. és augusztus 8. között rendezték. A tornán 16 nemzet csapata vett részt.

## Éremtáblázat
(A rendező ország csapata eltérő háttérszínnel, az egyes számoszlopok legmagasabb értéke, vagy értékei vastagítással kiemelve.)
| Az 1992. évi nyári olimpiai játékok éremtáblázata labdarúgásban | Az 1992. évi nyári olimpiai játékok éremtáblázata labdarúgásban | Az 1992. évi nyári olimpiai játékok éremtáblázata labdarúgásban | Az 1992. évi nyári olimpiai játékok éremtáblázata labdarúgásban | Az 1992. évi nyári olimpiai játékok éremtáblázata labdarúgásban | Olimpia  |
| --------------------------------------------------------------- | --------------------------------------------------------------- | --------------------------------------------------------------- | --------------------------------------------------------------- | --------------------------------------------------------------- | -------- |
|                                                                 | Ország                                                          | Arany                                                           | Ezüst                                                           | Bronz                                                           | Összesen |
| 1.                                                              | Spanyolország (ESP)                                             | 1                                                               | 0                                                               | 0                                                               | 1        |
|                                                                 |                                                                 |                                                                 |                                                                 |                                                                 |          |
| 2.                                                              | Lengyelország (POL)                                             | 0                                                               | 1                                                               | 0                                                               | 1        |
|                                                                 |                                                                 |                                                                 |                                                                 |                                                                 |          |
| 3.                                                              | Ghána (GHA)                                                     | 0                                                               | 0                                                               | 1                                                               | 1        |
|                                                                 |                                                                 |                                                                 |                                                                 |                                                                 |          |
| Összesen                                                        | Összesen                                                        | 1                                                               | 1                                                               | 1                                                               | 3        |

## Érmesek
| Az 1992. évi nyári olimpiai játékok érmesei férfi labdarúgásban | Az 1992. évi nyári olimpiai játékok érmesei férfi labdarúgásban | Az 1992. évi nyári olimpiai játékok érmesei férfi labdarúgásban | Az 1992. évi nyári olimpiai játékok érmesei férfi labdarúgásban |
| Arany | Ezüst | Bronz |                                                                 |
| Spanyolország (ESP) | Lengyelország (POL) | Ghána (GHA) |                                                                 |
| --- | --- | --- | --------------------------------------------------------------- |
| Albert Ferrer Mikel Lasa Roberto Solozábal Juan López David Villabona José Amavisca Luis Enrique Josep Guardiola Abelardo Fernández Antonio Jiménez Gaby Vidal Francisco Soler Miguel Hernández Rafa Berges Antonio Pinilla Kiko Alfonso Pérez Muñoz | Aleksander Kłak Marcin Jałocha Tomasz Łapiński Marek Koźmiński Tomasz Wałdoch Dariusz Gęsior Piotr Świerczewski Dariusz Adamczuk Grzegorz Mielcarski Jerzy Brzęczek Andrzej Juskowiak Ryszard Staniek Marek Bajor Andrzej Kobylański Mirosław Waligóra Dariusz Koseła Wojciech Kowalczyk | Anthony Mensah Frank Amankwah Isaac Asare Mohammed Gargo Joachin Yaw Acheampong Alex Nyarko Oli Rahman Nii Lamptey Kwame Ayew Shamo Quaye Samuel Kumah Samuel Kuffour Sammi Adjei Mohammed Kalilu Bernard Aryee Simon Addo Maxwell Konadu Yaw Preko Mamood Armadu Ibrahim Dossey |                                                                 |

## Résztvevők
| Afrika - Egyiptom (EGY) - Ghána (GHA) - Marokkó (MAR) Ázsia - Dél-Korea (KOR) - Kuvait (KUW) - Katar (QAT) Dél-Amerika - Kolumbia (COL) - Paraguay (PAR) | Észak-, Közép-Amerika és a Karibi-térség - Mexikó (MEX) - Egyesült Államok (USA) Európa - Dánia (DEN) - Olaszország (ITA) - Svédország (SWE) - Lengyelország (POL) Óceánia - Ausztrália (AUS) Rendező - Spanyolország (ESP) |

## Eredmények

### Csoportkör
| Színmagyarázat                                             |
| ---------------------------------------------------------- |
| A csoportok első két helyezettje bejutott a negyeddöntőbe. |
| A csoportok harmadik és negyedik helyezettjei kiestek.     |

#### A csoport
| Csapat                 | M | Gy | D | V | Rg | Kg | Gk | P |
| ---------------------- | - | -- | - | - | -- | -- | -- | - |
| Lengyelország (POL)    | 3 | 2  | 1 | 0 | 7  | 2  | +5 | 5 |
| Olaszország (ITA)      | 3 | 2  | 0 | 1 | 3  | 4  | –1 | 4 |
| Egyesült Államok (USA) | 3 | 1  | 1 | 1 | 6  | 5  | +1 | 3 |
| Kuvait (KUW)           | 3 | 0  | 0 | 3 | 1  | 6  | –5 | 0 |

| 1992. július 24. 18:00 |

| Olaszország (ITA)       | 2–1               | Egyesült Államok (USA) |
| ----------------------- | ----------------- | ---------------------- |
| Melli 14' Albertini 21' | (2–0) Jegyzőkönyv | Moore 65'              |

| Camp Nou, Barcelona Nézőszám: 18 000 Játékvezető: Díaz Vega (spanyol) |

| 1992. július 24. 20:00 |

| Lengyelország (POL) | 2–0               | Kuvait (KUW) |
| ------------------- | ----------------- | ------------ |
| Juskowiak 7' 80'    | (1–0) Jegyzőkönyv |              |

| Estadio La Romareda, Zaragoza Nézőszám: 2 000 Játékvezető: Escobar (paraguayi) |

| 1992. július 27. 19:00 |

| Egyesült Államok (USA)       | 3–1               | Kuvait (KUW)   |
| ---------------------------- | ----------------- | -------------- |
| Brose 56' Lagos 79' Snow 85' | (0–1) Jegyzőkönyv | el-Hadijja 16' |

| Estadio La Romareda, Zaragoza Nézőszám: 4500 Játékvezető: Kee Chong (mauritiusi) |

| 1992. július 27. 21:00 |

| Olaszország (ITA)           | 0–3               | Lengyelország (POL)                     |
| --------------------------- | ----------------- | --------------------------------------- |
| Luzardi 16′, 59′ Corini 69′ | (0–1) Jegyzőkönyv | Juskowiak 4' Staniek 48' Mielcarski 90' |

| Estadi de Sarrià, Barcelona Nézőszám: 15 000 Játékvezető: Don (angol) |

| 1992. július 29. 19:00 |

| Egyesült Államok (USA) | 2–2               | Lengyelország (POL)         |
| ---------------------- | ----------------- | --------------------------- |
| Imler 20' Snow 52'     | (1–2) Jegyzőkönyv | Koźmiński 31' Juskowiak 40' |

| Estadio La Romareda, Zaragoza Nézőszám: 3 000 Játékvezető: Kee Chong (mauritiusi) |

| 1992. július 29. 21:00 |

| Olaszország (ITA) | 1–0               | Kuvait (KUW) |
| ----------------- | ----------------- | ------------ |
| Melli 10'         | (1–0) Jegyzőkönyv |              |

| Estadi de Sarrià, Barcelona Nézőszám: 8 000 Játékvezető: Brizio Carter (mexikói) |

#### B csoport
| Csapat              | M | Gy | D | V | Rg | Kg | Gk | P |
| ------------------- | - | -- | - | - | -- | -- | -- | - |
| Spanyolország (ESP) | 3 | 3  | 0 | 0 | 8  | 0  | +8 | 6 |
| Katar (QAT)         | 3 | 1  | 1 | 1 | 2  | 3  | –1 | 3 |
| Egyiptom (EGY)      | 3 | 1  | 0 | 2 | 4  | 6  | –2 | 2 |
| Kolumbia (COL)      | 3 | 0  | 1 | 2 | 4  | 9  | –5 | 1 |

| 1992. július 24. 21:00 |

| Spanyolország (ESP)                                                             | 4–0               | Kolumbia (COL)                  |
| ------------------------------------------------------------------------------- | ----------------- | ------------------------------- |
| Guardiola 10' Kiko 37' Berges 41' Luis Enrique 69' López 23′ Fernández 33′, 53′ | (3–0) Jegyzőkönyv | Valenciano 18′ Cassiani 4′, 87′ |

| Estadio Luis Casanova, Valencia Nézőszám: 18 000 Játékvezető: Merk (német) |

| 1992. július 24. 20:00 |

| Egyiptom (EGY) | 0–1               | Katar (QAT)   |
| -------------- | ----------------- | ------------- |
|                | (0–0) Jegyzőkönyv | Noorallah 75' |

| Estadio Nova Creu Alta, Sabadell Nézőszám: 2 000 Játékvezető: Don (angol) |

| 1992. július 27. 21:00 |

| Spanyolország (ESP)     | 2–0               | Egyiptom (EGY)  |
| ----------------------- | ----------------- | --------------- |
| Solozábal 55' Soler 70' | (0–0) Jegyzőkönyv | Abdel Hamid 17′ |

| Estadio Luis Casanova, Valencia Nézőszám: 15 000 Játékvezető: Márcio Rezende (brazil) |

| 1992. július 27. 19:00 |

| Kolumbia (COL)  | 1–1               | Katar (QAT) |
| --------------- | ----------------- | ----------- |
| Aristizábal 62' | (0–0) Jegyzőkönyv | Souf 89'    |

| Estadio Nova Creu Alta, Sabadell Nézőszám: 2 000 Játékvezető: Brizio Carter (mexikói) |

| 1992. július 29. 21:00 |

| Spanyolország (ESP)  | 2–0               | Katar (QAT)                |
| -------------------- | ----------------- | -------------------------- |
| Alfonso 40' Kiko 80' | (1–0) Jegyzőkönyv | Al-Kuwari 58′ Nooralla 61′ |

| Estadio Luis Casanova, Valencia Nézőszám: 19 300 Játékvezető: Angeles (amerikai) |

| 1992. július 29. 19:00 |

| Kolumbia (COL)             | 3–4               | Egyiptom (EGY)                                |
| -------------------------- | ----------------- | --------------------------------------------- |
| Gaviria 8' 83' Pacheco 14' | (2–1) Jegyzőkönyv | Abdelrazik 27' El-Masry 48' Khashba 90' 90+1' |

| Estadio Nova Creu Alta, Sabadell Nézőszám: 4 500 Játékvezető: Búdzsszajm (egyesült arab emírségekbeli) |

#### C csoport
| Csapat           | M | Gy | D | V | Rg | Kg | Gk | P |
| ---------------- | - | -- | - | - | -- | -- | -- | - |
| Svédország (SWE) | 3 | 1  | 2 | 0 | 5  | 1  | +4 | 4 |
| Paraguay (PAR)   | 3 | 1  | 2 | 0 | 3  | 1  | +2 | 4 |
| Dél-Korea (KOR)  | 3 | 0  | 3 | 0 | 2  | 2  | 0  | 3 |
| Marokkó (MAR)    | 3 | 0  | 1 | 2 | 2  | 8  | –6 | 1 |

| 1992. július 26. 21:00 |

| Svédország (SWE) | 0–0         | Paraguay (PAR) |
| ---------------- | ----------- | -------------- |
|                  | Jegyzőkönyv |                |

| Estadi de Sarrià, Barcelona Nézőszám: 15 000 Játékvezető: Lube Szpaszov (bolgár) |

| 1992. július 26. 21:00 |

| Marokkó (MAR) | 1–1               | Dél-Korea (KOR)                        |
| ------------- | ----------------- | -------------------------------------- |
| Bahja 64'     | (0–0) Jegyzőkönyv | Csong Gvangszok (Jeong Gwang-Seok) 73' |

| Estadio Luis Casanova, Valencia Nézőszám: 2 000 Játékvezető: Angeles (amerikai) |

| 1992. július 28. 19:00 |

| Svédország (SWE)                    | 4–0               | Marokkó (MAR)   |
| ----------------------------------- | ----------------- | --------------- |
| Brolin 14' 69' Mild 20' Rödlund 57' | (2–0) Jegyzőkönyv | El-Badrioui 63′ |

| Estadio Nova Creu Alta, Sabadell Nézőszám: 5 000 Játékvezető: Torres Cadena (kolumbiai) |

| 1992. július 28. 21:00 |

| Paraguay (PAR) | 0–0         | Dél-Korea (KOR) |
| -------------- | ----------- | --------------- |
|                | Jegyzőkönyv |                 |

| Estadio Luis Casanova, Valencia Nézőszám: 2 000 Játékvezető: Sendid (algériai) |

| 1992. július 30. 21:00 |

| Svédország (SWE) | 1–1               | Dél-Korea (KOR)                   |
| ---------------- | ----------------- | --------------------------------- |
| Rödlund 50'      | (0–1) Jegyzőkönyv | Szo Dzsongvon (Seo Jeong-Won) 28' |

| Estadi de Sarrià, Barcelona Nézőszám: 12 000 Játékvezető: Díaz Vega (spanyol) |

| 1992. július 30. 21:00 |

| Paraguay (PAR)                     | 3–1               | Marokkó (MAR) |
| ---------------------------------- | ----------------- | ------------- |
| Arce 43' Caballero 57' Gamarra 70' | (1–0) Jegyzőkönyv | Najbet 87'    |

| Estadio Luis Casanova, Valencia Nézőszám: 2 000 Játékvezető: Merk (német) |

#### D csoport
| Csapat           | M | Gy | D | V | Rg | Kg | Gk | P |
| ---------------- | - | -- | - | - | -- | -- | -- | - |
| Ghána (GHA)      | 3 | 1  | 2 | 0 | 4  | 2  | +2 | 4 |
| Ausztrália (AUS) | 3 | 1  | 1 | 1 | 5  | 4  | +1 | 3 |
| Mexikó (MEX)     | 3 | 0  | 3 | 0 | 3  | 3  | 0  | 3 |
| Dánia (DEN)      | 3 | 0  | 2 | 1 | 1  | 4  | –3 | 2 |

| 1992. július 26. 19:00 |

| Dánia (DEN) | 1–1               | Mexikó (MEX)           |
| ----------- | ----------------- | ---------------------- |
| Thomsen 85' | (0–1) Jegyzőkönyv | Rotllán 39' (11-esből) |

| Estadio La Romareda, Zaragoza Nézőszám: 8 000 Játékvezető: Baldas (olasz) |

| 1992. július 26. 19:00 |

| Ghána (GHA)            | 3–1               | Ausztrália (AUS) |
| ---------------------- | ----------------- | ---------------- |
| Gargo 15' Ayew 80' 90' | (1–0) Jegyzőkönyv | Vidmar 90+1'     |

| Estadio Nova Creu Alta, Sabadell Nézőszám: 4 000 Játékvezető: Búdzsszajm (egyesült arab emírségekbeli) |

| 1992. július 28. 19:00 |

| Dánia (DEN) | 0–0         | Ghána (GHA) |
| ----------- | ----------- | ----------- |
|             | Jegyzőkönyv |             |

| Estadio La Romareda, Zaragoza Nézőszám: 5 000 Játékvezető: Escobar (paraguayi) |

| 1992. július 28. 21:00 |

| Mexikó (MEX)  | 1–1               | Ausztrália (AUS) |
| ------------- | ----------------- | ---------------- |
| Castañeda 63' | (0–1) Jegyzőkönyv | Arambasic 20'    |

| Estadi de Sarrià, Barcelona Nézőszám: 10 000 Játékvezető: Tacsi (japán) |

| 1992. július 30. 19:00 |

| Dánia (DEN) | 0–3               | Ausztrália (AUS)                  |
| ----------- | ----------------- | --------------------------------- |
| Molnar 63′  | (0–1) Jegyzőkönyv | Markovski 32' Mori 60' Vidmar 75' |

| Estadio La Romareda, Zaragoza Nézőszám: 3 000 Játékvezető: Baldas (olasz) |

| 1992. július 30. 19:00 |

| Mexikó (MEX) | 1–1               | Ghána (GHA)        |
| ------------ | ----------------- | ------------------ |
| Rotllán 30'  | (1–0) Jegyzőkönyv | Ayew 79' Adjei 67′ |

| Estadio Nova Creu Alta, Sabadell Nézőszám: 6 000 Játékvezető: Torres Cadena (kolumbiai) |

### Egyenes kieséses szakasz
|  |              |                     |                     |                     |   |                     |                     |                  |                  |               |               |       |       |
|  | Negyeddöntők | Negyeddöntők        | Negyeddöntők        |                     |   | Elődöntők           | Elődöntők           | Elődöntők        |                  |               | Döntő         | Döntő | Döntő |
|  | Negyeddöntők | Negyeddöntők        | Negyeddöntők        |                     |   | Elődöntők           | Elődöntők           | Elődöntők        |                  |               | Döntő         | Döntő | Döntő |
|  | augusztus 1. |                     |                     |                     |   |                     |                     |                  |                  |               |               |       |       |
|  |              |                     |                     |                     |   |                     |                     |                  |                  |               |               |       |       |
|  | B1           | Spanyolország (ESP) | 1                   |                     |   |                     |                     |                  |                  |               |               |       |       |
|  | B1           | Spanyolország (ESP) | 1                   | augusztus 5.        |   |                     |                     |                  |                  |               |               |       |       |
|  | A2           | Olaszország (ITA)   | 0                   |                     |   |                     |                     |                  |                  |               |               |       |       |
|  | A2           | Olaszország (ITA)   | 0                   |                     |   | Spanyolország (ESP) | Spanyolország (ESP) | 2                |                  |               |               |       |       |
|  | augusztus 2. |                     |                     |                     |   | Spanyolország (ESP) | Spanyolország (ESP) | 2                |                  |               |               |       |       |
|  |              |                     | Ghána (GHA)         | Ghána (GHA)         | 0 |                     |                     |                  |                  |               |               |       |       |
|  | C2           | Paraguay (PAR)      | Ghána (GHA)         | Ghána (GHA)         | 0 | 2                   |                     |                  |                  |               |               |       |       |
|  | C2           | Paraguay (PAR)      |                     |                     |   | 2                   | augusztus 8.        |                  |                  |               |               |       |       |
|  | D1           | Ghána (GHA)         | 4                   |                     |   |                     |                     |                  |                  |               |               |       |       |
|  | D1           | Ghána (GHA)         | 4                   |                     |   | Lengyelország (POL) | Lengyelország (POL) | 2                |                  |               |               |       |       |
|  | augusztus 1. |                     |                     |                     |   | Lengyelország (POL) | Lengyelország (POL) | 2                |                  |               |               |       |       |
|  |              |                     | Spanyolország (ESP) | Spanyolország (ESP) | 3 |                     |                     |                  |                  |               |               |       |       |
|  | A1           | Lengyelország (POL) | Spanyolország (ESP) | Spanyolország (ESP) | 3 | 2                   |                     |                  |                  |               |               |       |       |
|  | A1           | Lengyelország (POL) | augusztus 5.        |                     |   | 2                   |                     |                  |                  |               |               |       |       |
|  | B2           | Katar (QAT)         | 0                   |                     |   |                     |                     |                  |                  |               |               |       |       |
|  | B2           | Katar (QAT)         | 0                   |                     |   | Lengyelország (POL) | Lengyelország (POL) | 6                | Bronzmérkőzés    | Bronzmérkőzés | Bronzmérkőzés |       |       |
|  | augusztus 2. |                     |                     |                     |   | Lengyelország (POL) | Lengyelország (POL) | 6                | Bronzmérkőzés    | Bronzmérkőzés | Bronzmérkőzés |       |       |
|  |              |                     | Ausztrália (AUS)    | Ausztrália (AUS)    | 1 |                     |                     | augusztus 7.     | augusztus 7.     | augusztus 7.  |               |       |       |
|  | C1           | Svédország (SWE)    | Ausztrália (AUS)    | Ausztrália (AUS)    | 1 | 1                   |                     | augusztus 7.     | augusztus 7.     | augusztus 7.  |               |       |       |
|  | C1           | Svédország (SWE)    |                     |                     |   |                     |                     | Ausztrália (AUS) | Ausztrália (AUS) | 0             |               |       |       |
|  | D2           | Ausztrália (AUS)    | 2                   |                     |   |                     |                     | Ausztrália (AUS) | Ausztrália (AUS) | 0             |               |       |       |
|  | D2           | Ausztrália (AUS)    | 2                   |                     |   | Ghána (GHA)         | Ghána (GHA)         | 1                |                  |               |               |       |       |
|  |              |                     |                     |                     |   | Ghána (GHA)         | Ghána (GHA)         | 1                |                  |               |               |       |       |

#### Negyeddöntők
| 1992. augusztus 1. 19:00 |

| Spanyolország (ESP) | 1–0               | Olaszország (ITA) |
| ------------------- | ----------------- | ----------------- |
| Kiko 38'            | (1–0) Jegyzőkönyv | Buso 89′          |

| Estadio Luis Casanova, Valencia Nézőszám: 32 000 Játékvezető: Márcio Rezende (brazil) |

| 1992. augusztus 1. 21:30 |

| Lengyelország (POL)       | 2–0               | Katar (QAT) |
| ------------------------- | ----------------- | ----------- |
| Kowalczyk 42' Jałocha 74' | (1–0) Jegyzőkönyv |             |

| Camp Nou, Barcelona Nézőszám: 25 000 Játékvezető: Sendid (algériai) |

| 1992. augusztus 2. 19:00 |

| Paraguay (PAR)                    | 2–4 (h. u.)                 | Ghána (GHA)                   |
| --------------------------------- | --------------------------- | ----------------------------- |
| Acheampong 78' (öngól) Campos 81' | (0–1, 2–2, 2–2) Jegyzőkönyv | Ayew 17' 55' 121' Rahman 114' |

| Estadio La Romareda, Zaragoza Nézőszám: 10 000 Játékvezető: Búdzsszajm (egyesült arab emírségekbeli) |

| 1992. augusztus 2. 21:30 |

| Svédország (SWE) | 1–2               | Ausztrália (AUS)         |
| ---------------- | ----------------- | ------------------------ |
| Andersson 60'    | (0–1) Jegyzőkönyv | Markovski 30' Murphy 53' |

| Camp Nou, Barcelona Nézőszám: 30 000 Játékvezető: Brizio Carter (mexikói) |

#### Elődöntők
| 1992. augusztus 5. 19:00 |

| Spanyolország (ESP)      | 2–0               | Ghána (GHA)      |
| ------------------------ | ----------------- | ---------------- |
| Fernández 26' Berges 54' | (1–0) Jegyzőkönyv | Kuffuor 21′, 46′ |

| Estadio Luis Casanova, Valencia Nézőszám: 15 000 Játékvezető: Brizio Carter (mexikói) |

| 1992. augusztus 5. 21:30 |

| Lengyelország (POL)                                        | 6–1               | Ausztrália (AUS) |
| ---------------------------------------------------------- | ----------------- | ---------------- |
| Kowalczyk 28' 90' Juskowiak 43' 55' 80' Murphy 70' (öngól) | (2–1) Jegyzőkönyv | Veart 36'        |

| Camp Nou, Barcelona Nézőszám: 45 000 Játékvezető: Márcio Rezende (brazil) |

#### Bronzmérkőzés
| 1992. augusztus 7. 20:00 |

| Ausztrália (AUS) | 0–1               | Ghána (GHA)              |
| ---------------- | ----------------- | ------------------------ |
|                  | (0–1) Jegyzőkönyv | Asare 20' Quaye 56′, 87′ |

| Camp Nou, Barcelona Nézőszám: 15 000 Játékvezető: Díaz Vega (spanyol) |

#### Döntő
| 1992. augusztus 8. 20:00 |

| Lengyelország (POL)         | 2–3               | Spanyolország (ESP)        |
| --------------------------- | ----------------- | -------------------------- |
| Kowalczyk 45+1' Staniek 75' | (0–0) Jegyzőkönyv | Fernández 65' Kiko 70' 90' |

| Camp Nou, Barcelona Nézőszám: 95 000 Játékvezető: Torres Cadena (kolumbiai) |

| Az 1992. évi nyári olimpiai játékok férfi labdarúgótornájának olimpiai bajnoka |
| · SPANYOLORSZÁG · 1. cím                                                       |
| ------------------------------------------------------------------------------ |

### Gólszerzők
7 gólos
- Andrzej Juskowiak (POL)

6 gólos
- Kwame Ayew (GHA)

5 gólos
- Kiko (ESP)

4 gólos
- Wojciech Kowalczyk (POL)

### Végeredmény
Az első négy helyezett utáni sorrend nem tekinthető hivatalosnak, mivel ezekért a helyekért nem játszottak mérkőzéseket. Ezért e helyezések meghatározása a következők szerint történt:
1. több szerzett pont
2. jobb gólkülönbség
3. több szerzett gól
4. nemzetnév

| Helyezés | Nemzet                 | M | Gy | D | V | G+ | G– | Gk  | P  |
| -------- | ---------------------- | - | -- | - | - | -- | -- | --- | -- |
| Arany    | Spanyolország (ESP)    | 6 | 6  | 0 | 0 | 14 | 2  | +12 | 12 |
| Ezüst    | Lengyelország (POL)    | 6 | 4  | 1 | 1 | 17 | 6  | +11 | 9  |
| Bronz    | Ghána (GHA)            | 6 | 3  | 2 | 1 | 9  | 6  | +3  | 8  |
| 4.       | Ausztrália (AUS)       | 6 | 2  | 1 | 3 | 8  | 12 | –4  | 5  |
|          |                        |   |    |   |   |    |    |     |    |
| 5.       | Svédország (SWE)       | 4 | 1  | 2 | 1 | 6  | 3  | +3  | 4  |
| 6.       | Paraguay (PAR)         | 4 | 1  | 2 | 1 | 5  | 5  | 0   | 4  |
| 7.       | Olaszország (ITA)      | 4 | 2  | 0 | 2 | 3  | 5  | –2  | 4  |
| 8.       | Katar (QAT)            | 4 | 1  | 1 | 2 | 2  | 5  | –3  | 3  |
|          |                        |   |    |   |   |    |    |     |    |
| 9.       | Egyesült Államok (USA) | 3 | 1  | 1 | 1 | 6  | 5  | +1  | 3  |
| 10.      | Mexikó (MEX)           | 3 | 0  | 3 | 0 | 3  | 3  | 0   | 3  |
| 11.      | Dél-Korea (KOR)        | 3 | 0  | 3 | 0 | 2  | 2  | 0   | 3  |
| 12.      | Egyiptom (EGY)         | 3 | 1  | 0 | 2 | 4  | 6  | –2  | 2  |
| 13.      | Dánia (DEN)            | 3 | 0  | 2 | 1 | 1  | 4  | –3  | 2  |
| 14.      | Kolumbia (COL)         | 3 | 0  | 1 | 2 | 4  | 9  | –5  | 1  |
| 15.      | Marokkó (MAR)          | 3 | 0  | 1 | 2 | 2  | 8  | –6  | 1  |
| 16.      | Kuvait (KUW)           | 3 | 0  | 0 | 3 | 1  | 6  | –5  | 0  |